# Apanteles venustus
Apanteles venustus är en stekelart som beskrevs av De Saeger 1944. Apanteles venustus ingår i släktet Apanteles och familjen bracksteklar. Inga underarter finns listade i Catalogue of Life.